# Lenteja de La Armuña
La lenteja de La Armuña es una indicación geográfica protegida que agrupa a los productores de lenteja de la comarca de La Armuña, en la provincia de Salamanca, Castilla y León, España.

## Características

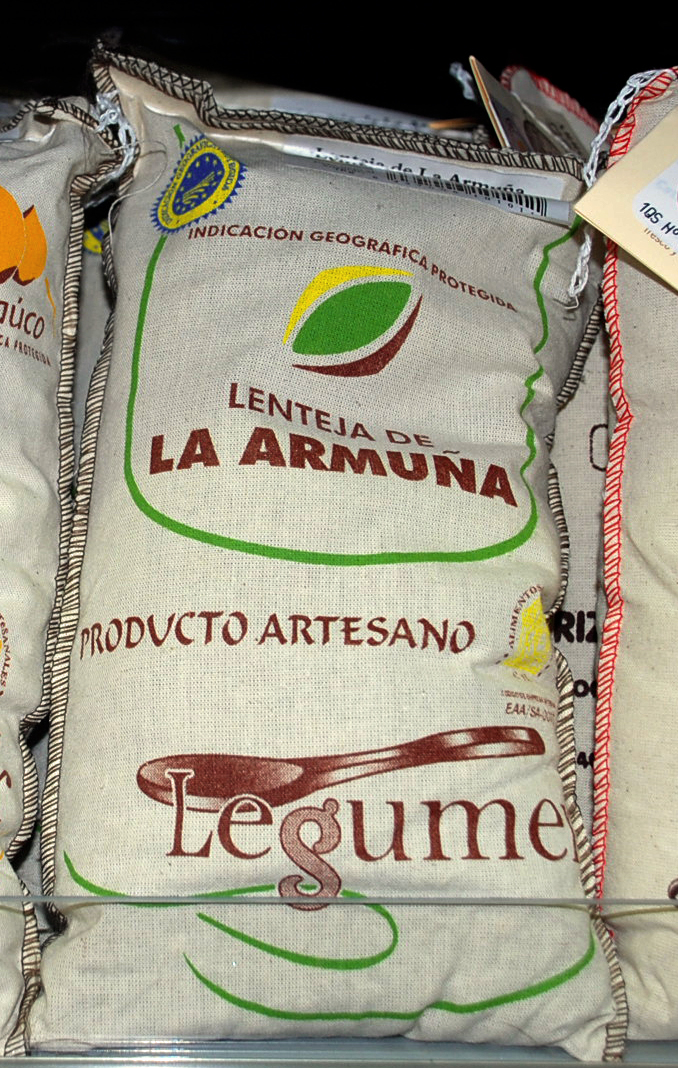
Saco de lentejas de La Armuña.

La Armuña es una comarca de la submeseta norte conocida desde siempre por el cultivo de cereal en sus campos. La lenteja que en ella se cultiva es lens culinaris medicus de color verde claro, a veces jaspeado, con hasta 9 mm de tamaño y un elevado contenido de proteínas, hierro y calcio. El Consejo Regulador de la IGP «Lenteja de la Armuña» se encuentra en Pajares de la Laguna. Su zona de producción abarca más de 70 000 hectáreas.